# Giải vô địch bóng đá U-17 thế giới 2017
Giải vô địch bóng đá U-17 thế giới 2017 (tiếng Anh: 2017 FIFA U-17 World Cup) là giải vô địch bóng đá U-17 thế giới lần thứ 17, giải đấu bóng đá nam trẻ thế giới hai năm một lần dành cho các đội tuyển U-17 quốc gia của các hiệp hội thành viên của FIFA. Giải đấu được tổ chức ở Ấn Độ từ ngày 6 đến ngày 28 tháng 10 năm 2017. Đây là lần đấu tiên một giải đấu của FIFA được tổ chức tại thành phố này. Trận chung kết tổ chức ở Sân vận động Salt Lake ở Kolkata, Tây Bengal.
Nigeria, nhà vô địch năm 2015, sẽ không thể bảo vệ danh hiệu của họ vì không vượt qua vòng loại khu vực châu Phi. Họ trở thành nhà vô địch đầu tiên kể từ Thụy Sĩ năm 2009 không đủ tư cách tham dự giải đấu tiếp theo.

## Lựa chọn chủ nhà
Gói thầu cho Giải vô địch bóng đá U-17 thế giới 2017 phải nộp đơn trước ngày 15 tháng 11 năm 2013. Vào ngày 28 tháng 5 năm 2013, FIFA tuyên bố rằng bốn thành viên hiệp hội sẽ cạnh tranh quyền đăng cai.
- Ấn Độ
- Azerbaijan
- Ireland
- Uzbekistan

Cuối cùng, vào ngày 5 tháng 12 năm 2013, FIFA tuyên bố rằng Ấn Độ đã giành được quyền đăng cai Giải vô địch bóng đá U-17 thế giới 2017.

## Các đội tuyển vượt qua vòng loại
Tổng cộng 24 đội tuyển lọt vào chung kết. Ngoài Ấn Độ được đặc cách tham dư với tư cách chủ nhà, 23 đội tuyển khác vượt qua vòng loại từ 6 giải thi đấu lục địa riêng biệt. Bắt đầu từ năm 2017, Liên đoàn bóng đá châu Đại Dương (OFC) sẽ nhận được một suất bổ sung (trong tổng số 2 suất), trong khi UEFA sẽ có 5 suất thay vì 6 suất.
| Liên đoàn                          | Giải đấu vòng loại                            | Vượt qua vòng loại                          |
| ---------------------------------- | --------------------------------------------- | ------------------------------------------- |
| AFC (châu Á)                       | Quốc gia chủ nhà                              | Ấn Độ1                                      |
| AFC (châu Á)                       | Giải vô địch bóng đá U-16 châu Á 2016         | Iraq · Iran · Nhật Bản · CHDCND Triều Tiên  |
| CAF (châu Phi)                     | Giải vô địch bóng đá U-17 châu Phi 2017       | Ghana · Guinée · Mali · Niger1              |
| CONCACAF (Bắc, Trung Mỹ và Caribe) | Giải vô địch bóng đá U-17 CONCACAF 2017       | Costa Rica · Honduras · México · Hoa Kỳ     |
| CONMEBOL (Nam Mỹ)                  | Giải vô địch bóng đá U-17 Nam Mỹ 2017         | Brasil · Chile · Colombia · Paraguay        |
| OFC (châu Đại Dương)               | Giải vô địch bóng đá U-17 châu Đại Dương 2017 | Nouvelle-Calédonie1 · New Zealand           |
| UEFA (châu Âu)                     | Giải vô địch bóng đá U-17 châu Âu 2017        | Anh · Pháp · Đức · Tây Ban Nha · Thổ Nhĩ Kỳ |

1.^ Các đội sẽ ra lần đầu của họ.

## Tổ chức

### Chuẩn bị

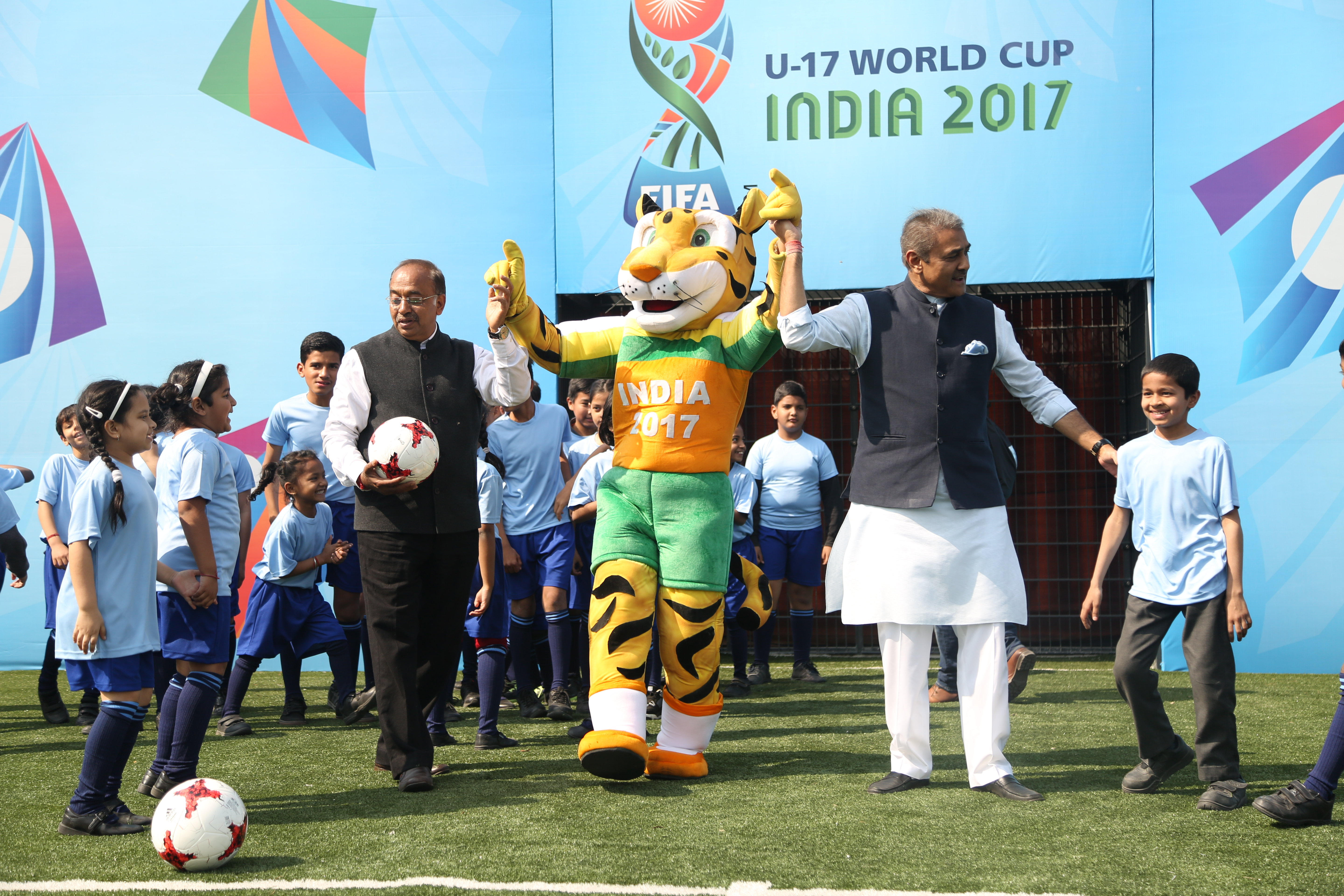
Vijay Goel và Praful Patel tại buổi ra mắt MXIM

Sáu địa điểm được chọn cho giải đấu đã được cải tạo đáng kể trước Giải vô địch bóng đá U-17 thế giới. Tất cả các sân vận động đều được lắp ghế xô mới, phòng thay đồ mới, lối thoát hiểm mới cho người hâm mộ và sân tập mới. Javier Ceppi, giám đốc Ủy ban tổ chức địa phương, tuyên bố rằng mặc dù công việc bắt đầu chậm, mọi thứ cuối cùng đã diễn ra nhanh hơn. "Đó là một quá trình dài trong hai năm rưỡi qua. Ở Ấn Độ, cần thời gian để bắt đầu mọi thứ nhưng một khi mọi thứ bắt đầu, nó sẽ tự điều chỉnh tốc độ và về mặt triển khai, tôi luôn nói rằng Ấn Độ là một quốc gia rất tốt khi nói đến việc triển khai."

### Biểu trưng
Biểu trưng chính thức của giải đấu đã được ra mắt vào ngày 27 tháng 9 năm 2016 tại một khách sạn ở Goa trong Giải vô địch bóng đá U-16 châu Á 2016. Theo thông cáo báo chí từ FIFA, biểu trưng được thiết kế "như một sự tôn vinh sự giàu có và đa dạng về văn hóa của đất nước, với các yếu tố chính của Ấn Độ Dương, cây đa, diều và ngôi sao, là sự diễn giải về Ashoka Chakra, một phần không thể thiếu của bản sắc dân tộc."

### Vé
Việc bán vé cho Giải vô địch bóng đá U-17 thế giới bắt đầu vào ngày 16 tháng 5 năm 2017 trong một sự kiện tại New Delhi. Carles Puyol đã có mặt trong buổi ra mắt bán vé với tư cách là khách mời đặc biệt. Việc bán vé chung chính thức bắt đầu vào ngày 17 tháng 5 năm 2017 lúc 19:11. Thời gian được chọn để tưởng nhớ đến thời điểm Mohun Bagan đánh bại East Yorkshire Regiment trong IFA Shield năm 1911, đánh dấu lần đầu tiên một câu lạc bộ bóng đá Ấn Độ đánh bại một đội bóng Anh tại Ấn Độ thuộc Anh. Vé cho giải đấu được bán trong bốn giai đoạn: Giai đoạn một chỉ bán vé cho các hạng mục từ 1 đến 3 tại mỗi địa điểm với mức giảm giá 60% trong khi giai đoạn hai cho phép mọi người mua vé cho tất cả các hạng mục, nhưng chỉ khi người đó là chủ thẻ Visa, với mức giảm giá 50%. Giai đoạn ba cho phép bất kỳ ai mua vé với mức giảm giá 25% trong khi giai đoạn bốn bán vé với giá đầy đủ. Lượng khán giả đến xem các trận đấu đã vượt mốc một triệu người trong trận đấu cuối cùng của Vòng 16 đội, khiến Ấn Độ trở thành quốc gia thứ ba sau Trung Quốc và México ghi nhận lượng khán giả đến xem sự kiện này vượt quá một triệu người. Vào ngày 28 tháng 10 năm 2017, trong trận tranh hạng ba giữa Brasil và Mali, Ấn Độ cuối cùng đã phá vỡ kỷ lục hiện tại là 1.230.976 người được thiết lập trong Giải vô địch bóng đá U-16 thế giới 1985 tại Trung Quốc với số lượng khán giả cuối cùng là 1.347.133 người.

### Linh vật

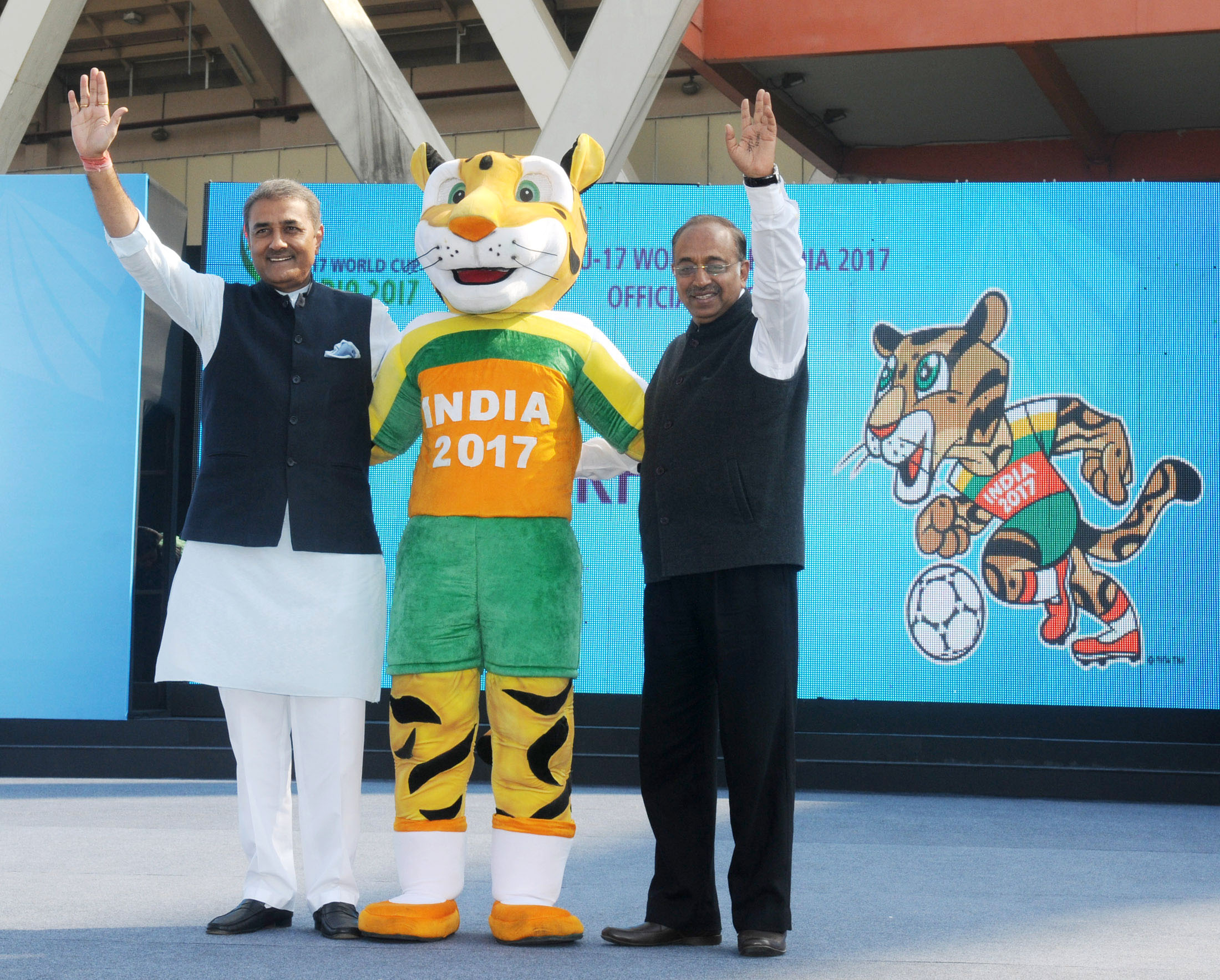
Vijay Goel và Praful Patel cùng với Linh vật, Kheleo

Linh vật chính thức của giải đấu là "Kheleo", một chú Báo gấm Himalaya. Chú mặc áo đấu có các màu trắng, vàng, xanh lá và cam. Bộ trưởng Bộ Thanh niên và Thể thao Vijay Goel tuyên bố: "Kheleo trẻ trung, năng động, nhiệt tình và là đại diện hoàn hảo cho đất nước chúng ta. Chú sẽ giúp chúng ta thu hút trẻ em đến với bóng đá theo cách thú vị".

### Bài hát chủ đề
Bài hát chủ đề của giải đấu có tên là 'Kar Ke Dikhla De Goal'(कर के दिखला दे गोल) được dịch đại khái là 'Cho thấy bạn có thể ghi bàn', được sáng tác bởi Pritam và được viết bởi Amitabh Bhattacharya còn có sự góp mặt của huyền thoại bóng đá Ấn Độ Bhaichung Bhutia cùng với đồng chủ sở hữu Kerala Blasters Sachin Tendulkar và ca sĩ Babul Supriyo, người đã thiết kế bộ quần áo Mohun Bagan cách đây nửa thập kỷ.

## Địa điểm
Sau khi được trao quyền đăng cai cho Giải vô địch bóng đá U-17 thế giới, 8 vị trí đã lọt vào danh sách là: Bengaluru, Delhi, Goa, Guwahati, Kochi, Kolkata, Mumbai, và Pune. Vào ngày 29 tháng 5 năm 2015, Bengaluru, Chennai, Delhi, Goa, và Pune đã được lựa chọn tạm thời làm vị trí chủ nhà. Vào ngày 27 tháng 10 năm 2016, FIFA đã chính thức công bố Delhi, Goa, Guwahati, Kochi, Kolkata, và Navi Mumbai là các thành phố chủ nhà chính thức cho Giải vô địch bóng đá U-17 thế giới.
| Kolkata                                                                                       | Kochi                                                                 | New Delhi                                                   |
| --------------------------------------------------------------------------------------------- | --------------------------------------------------------------------- | ----------------------------------------------------------- |
| Sân vận động Salt Lake (Vivekananda Yuba Bharati Krirangan)                                   | Sân vận động Jawaharlal Nehru (Sân vận động Quốc tế Jawaharlal Nehru) | Sân vận động Jawaharlal Nehru                               |
| Sức chứa: 66.600                                                                              | Sức chứa: 41.700                                                      | Sức chứa: 58.000                                            |
|                                                                                               |                                                                       |                                                             |
| Navi MumbaiNew DelhiKolkataKochiMargaoGuwahatiGiải vô địch bóng đá U-17 thế giới 2017 (Ấn Độ) |                                                                       |                                                             |
| Navi Mumbai                                                                                   | Guwahati                                                              | Margao                                                      |
| Sân vận động DY Patil (Sân vận động Dr. DY Patil)                                             | Sân vận động Thể thao Indira Gandhi                                   | Sân vận động Fatorda (Sân vận động Pandit Jawaharlal Nehru) |
| Sức chứa: 41.000                                                                              | Sức chứa: 23.800                                                      | Sức chứa: 16.200                                            |
|                                                                                               |                                                                       |                                                             |

## Bốc thăm
Lễ bốc thăm cho Giải vô địch bóng đá U-17 thế giới được tổ chức vào ngày 7 tháng 7 năm 2017 ở Mumbai. Lễ bốc thăm đã có sự tham dự của cựu vô địch Cúp bóng đá U-17 thế giới Nwankwo Kanu (Nigeria) và Esteban Cambiasso (Argentina), cũng như thanh niên Ấn Độ quốc tế Sunil Chhetri và tay vợt cầu lông P. V. Sindhu.
24 đội tuyển đã được rút thăm chia thành sáu bảng 4 đội, với chủ nhà Ấn Độ đã được phân bổ cho vị trí A1. Các đội tuyển còn lại đã được phân bổ vào các nhóm đại diện của họ dựa trên bảng xếp hạng đã được xây dựng theo thành tích lần trước trong khi Giải vô địch bóng đá U-17 thế giới 5 kỳ trước. Tầm quan trọng đã được trao cho Giải vô địch bóng đá U-17 thế giới gần đây nhất.
| Nhóm 1                                        | Nhóm 2                                                       | Nhóm 3                                                                     | Nhóm 4                                                           |
| --------------------------------------------- | ------------------------------------------------------------ | -------------------------------------------------------------------------- | ---------------------------------------------------------------- |
| - Ấn Độ - México - Brasil - Đức - Mali - Pháp | - Tây Ban Nha - Nhật Bản - New Zealand - Anh - Iran - Hoa Kỳ | - Costa Rica - CHDCND Triều Tiên - Honduras - Iraq - Thổ Nhĩ Kỳ - Colombia | - Chile - Paraguay - Ghana - Guinée - Niger - Nouvelle-Calédonie |

## Trọng tài
Ủy ban trọng tài FIFA đã tuyển chọn 21 trọng tài, đại diện cho tất cả sáu liên đoàn, làm nhiệm vụ tại Giải vô địch bóng đá U-17 thế giới: Bảy người từ UEFA, bốn người từ CONMEBOL, mỗi liên đoàn ba người từ AFC, CAF, và CONCACAF, và một người từ OFC. Không có trọng tài từ nước chủ nhà Ấn Độ đã được tuyển chọn làm nhiệm vụ.
| Liên đoàn | Trọng tài               | Trợ lý trọng tài                                  | Hỗ trợ trọng tài               |
| --------- | ----------------------- | ------------------------------------------------- | ------------------------------ |
| AFC       | Muhammad Taqi           | Lee Tzu Liang Koh Min Kiat                        | Ri Hyang-ok                    |
| AFC       | Ryuji Sato              | Toru Sagara Hiroshi Yamauchi                      | Ri Hyang-ok                    |
| AFC       | Nawaf Shukralla         | Yaser Tulefat Ebrahim Saleh                       | Ri Hyang-ok                    |
| CAF       | Mehdi Abid Charef       | Albdelhak Etchiali Anouar Hmila                   | Gladys Lengwe                  |
| CAF       | Hamada Nampiandraza     | Arsenio Marengula Yahaya Mahamadou                | Gladys Lengwe                  |
| CAF       | Bamlak Tessema Weyesa   | Olivier Safari Mark Ssonko                        | Gladys Lengwe                  |
| CONCACAF  | Jair Marrufo            | Frank Anderson Corey Rockwell                     | Carol Chenard                  |
| CONCACAF  | Ricardo Montero         | Octavio Jara Juan Carlos Mora                     | Carol Chenard                  |
| CONCACAF  | John Pitti              | Gabriel Victoria Christian Ramírez                | Carol Chenard                  |
| CONMEBOL  | José Argote             | Luis Murillo Carlos López                         | Claudia Umpierrez              |
| CONMEBOL  | Enrique Cáceres         | Eduardo Cardozo Juan Zorrilla                     | Claudia Umpierrez              |
| CONMEBOL  | Sandro Ricci            | Emerson de Carvalho Marcelo Van Gasse             | Claudia Umpierrez              |
| CONMEBOL  | Gery Vargas             | Juan Pablo Montaño Jose Alberto Antelo            | Claudia Umpierrez              |
| OFC       | Abdelkader Zitouni      | Folio Moeaki Bernard Mutukera                     | Anna-Marie Keighley            |
| UEFA      | Ovidiu Hațegan          | Octavian Șovre Sebastian Gheorghe                 | Kateryna Monzul Esther Staubli |
| UEFA      | Bobby Madden            | David McGeachie Alastair Mather                   | Kateryna Monzul Esther Staubli |
| UEFA      | Anastasios Sidiropoulos | Polychronis Kostaras Lazaros Dimitriadis          | Kateryna Monzul Esther Staubli |
| UEFA      | Artur Soares Dias       | Rui Barbosa Tavares Paulo Alexandre Santos Soares | Kateryna Monzul Esther Staubli |
| UEFA      | Anthony Taylor          | Gary Beswick Adam Nunn                            | Kateryna Monzul Esther Staubli |
| UEFA      | Clément Turpin          | Nicolas Danos Cyril Gringore                      | Kateryna Monzul Esther Staubli |
| UEFA      | Slavko Vinčić           | Tomaz Klancnik Andraz Kovacic                     | Kateryna Monzul Esther Staubli |

## Danh sách cầu thủ
Mỗi đội tuyển phải đặt tên cho một đội hình sơ bộ gồm 35 cầu thủ. Từ đội hình sơ bộ, đội tuyển phải đặt tên cho một đội hình cuối cùng 21 cầu thủ (3 cầu thủ trong số đó phải là thủ môn) theo thời hạn FIFA. Các cầu thủ trong đội hình cuối cùng có thể được thay thế do chấn thương nghiêm trọng lên đến 24 giờ trước khi khởi đầu trận đấu đầu tiên của đội tuyển.

## Vòng bảng
Hai đội đứng đầu của mỗi bảng và bốn đội xếp thứ ba tốt nhất tiến vào vòng 16 đội. Bảng xếp hạng của các đội tuyển trong mỗi bảng được xác định như sau (quy định bài viết 17.7):
1. points obtained in all group matches;
2. goal difference in all group matches;
3. number of goals scored in all group matches;

If two or more teams are equal on the basis of the above three criteria, their rankings are determined as follows:
1. points obtained in the group matches between the teams concerned;
2. goal difference in the group matches between the teams concerned;
3. number of goals scored in the group matches between the teams concerned;
4. fair play points:   - first yellow card: minus 1 point;
  - indirect red card (second yellow card): minus 3 points;
  - direct red card: minus 4 points;
  - yellow card and direct red card: minus 5 points;
5. drawing of lots by the FIFA Organising Committee.

Tất cả thời gian theo giờ địa phương, IST (UTC+5:30).

### Bảng A
| VT | Đội       | ST | T | H | B | BT | BB | HS | Đ | Giành quyền tham dự     |
| -- | --------- | -- | - | - | - | -- | -- | -- | - | ----------------------- |
| 1  | Ghana     | 3  | 2 | 0 | 1 | 5  | 1  | +4 | 6 | Vòng đấu loại trực tiếp |
| 2  | Colombia  | 3  | 2 | 0 | 1 | 5  | 3  | +2 | 6 | Vòng đấu loại trực tiếp |
| 3  | Hoa Kỳ    | 3  | 2 | 0 | 1 | 5  | 3  | +2 | 6 | Vòng đấu loại trực tiếp |
| 4  | Ấn Độ (H) | 3  | 0 | 0 | 3 | 1  | 9  | −8 | 0 |                         |

| Colombia | 0–1      | Ghana         |
| -------- | -------- | ------------- |
|          | Chi tiết | - Ibrahim 39' |

| Ấn Độ | 0–3      | Hoa Kỳ                                            |
| ----- | -------- | ------------------------------------------------- |
|       | Chi tiết | - Sargent 30' (ph.đ.) - Durkin 51' - Carleton 84' |

| Ghana | 0–1      | Hoa Kỳ        |
| ----- | -------- | ------------- |
|       | Chi tiết | - Akinola 75' |

| Ấn Độ           | 1–2      | Colombia            |
| --------------- | -------- | ------------------- |
| - Je. Singh 82' | Chi tiết | - Peñaloza 49', 83' |

| Ghana                                   | 4–0      | Ấn Độ |
| --------------------------------------- | -------- | ----- |
| - Ayiah 43', 52' - Danso 86' - Toku 87' | Chi tiết |       |

| Hoa Kỳ       | 1–3      | Colombia                                   |
| ------------ | -------- | ------------------------------------------ |
| - Acosta 24' | Chi tiết | - Vidal 3' - Peñaloza 67' - D. Caicedo 87' |

### Bảng B
| VT | Đội         | ST | T | H | B | BT | BB | HS | Đ | Giành quyền tham dự     |
| -- | ----------- | -- | - | - | - | -- | -- | -- | - | ----------------------- |
| 1  | Paraguay    | 3  | 3 | 0 | 0 | 10 | 5  | +5 | 9 | Vòng đấu loại trực tiếp |
| 2  | Mali        | 3  | 2 | 0 | 1 | 8  | 4  | +4 | 6 | Vòng đấu loại trực tiếp |
| 3  | New Zealand | 3  | 0 | 1 | 2 | 4  | 8  | −4 | 1 |                         |
| 4  | Thổ Nhĩ Kỳ  | 3  | 0 | 1 | 2 | 2  | 7  | −5 | 1 |                         |

| New Zealand | 1–1      | Thổ Nhĩ Kỳ   |
| ----------- | -------- | ------------ |
| - Mata 58'  | Chi tiết | - Kutucu 18' |

| Paraguay                                            | 3–2      | Mali                     |
| --------------------------------------------------- | -------- | ------------------------ |
| - Galeano 12' - Cohener 17' - Rodríguez 55' (ph.đ.) | Chi tiết | - Dramé 20' - Ndiaye 34' |

| Thổ Nhĩ Kỳ | 0–3      | Mali                                      |
| ---------- | -------- | ----------------------------------------- |
|            | Chi tiết | - D. Traoré 38' - Ndiaye 68' - Konaté 86' |

| Paraguay                                     | 4–2      | New Zealand                     |
| -------------------------------------------- | -------- | ------------------------------- |
| - Rodríguez 2' - Vega 75', 78' - Armoa 90+1' | Chi tiết | - Duarte 20' (l.n.), 34' (l.n.) |

| Thổ Nhĩ Kỳ     | 1–3      | Paraguay                                 |
| -------------- | -------- | ---------------------------------------- |
| - Kesgin 90+3' | Chi tiết | - Bogado 41' - Cardozo 43' - Galeano 61' |

| Mali                                     | 3–1      | New Zealand  |
| ---------------------------------------- | -------- | ------------ |
| - Salam 18' - D. Traoré 50' - Ndiaye 82' | Chi tiết | - Spragg 72' |

### Bảng C
| VT | Đội        | ST | T | H | B | BT | BB | HS | Đ | Giành quyền tham dự     |
| -- | ---------- | -- | - | - | - | -- | -- | -- | - | ----------------------- |
| 1  | Iran       | 3  | 3 | 0 | 0 | 10 | 1  | +9 | 9 | Vòng đấu loại trực tiếp |
| 2  | Đức        | 3  | 2 | 0 | 1 | 5  | 6  | −1 | 6 | Vòng đấu loại trực tiếp |
| 3  | Guinée     | 3  | 0 | 1 | 2 | 4  | 8  | −4 | 1 |                         |
| 4  | Costa Rica | 3  | 0 | 1 | 2 | 3  | 7  | −4 | 1 |                         |

| Đức                   | 2–1      | Costa Rica  |
| --------------------- | -------- | ----------- |
| - Arp 21' - Awuku 89' | Chi tiết | - Gómez 64' |

| Iran                                            | 3–1      | Guinée        |
| ----------------------------------------------- | -------- | ------------- |
| - Sayyad 59' - Sharifi 70' (ph.đ.) - Karimi 90' | Chi tiết | - Touré 90+1' |

| Costa Rica                | 2–2      | Guinée                   |
| ------------------------- | -------- | ------------------------ |
| - Jarquin 26' - Gómez 67' | Chi tiết | - Touré 30' - Soumah 81' |

| Iran                                       | 4–0      | Đức |
| ------------------------------------------ | -------- | --- |
| - Delfi 6', 42' - Sayyad 49' - Namdari 75' | Chi tiết |     |

| Costa Rica | 0–3      | Iran                                                           |
| ---------- | -------- | -------------------------------------------------------------- |
|            | Chi tiết | - Ghobeishavi 25' (ph.đ.) - Shariati 29' (ph.đ.) - Sardari 89' |

| Guinée          | 1–3      | Đức                                       |
| --------------- | -------- | ----------------------------------------- |
| - I. Soumah 26' | Chi tiết | - Arp 8' - Kühn 62' - Cetin 90+2' (ph.đ.) |

### Bảng D
| VT | Đội               | ST | T | H | B | BT | BB | HS | Đ | Giành quyền tham dự     |
| -- | ----------------- | -- | - | - | - | -- | -- | -- | - | ----------------------- |
| 1  | Brasil            | 3  | 3 | 0 | 0 | 6  | 1  | +5 | 9 | Vòng đấu loại trực tiếp |
| 2  | Tây Ban Nha       | 3  | 2 | 0 | 1 | 7  | 2  | +5 | 6 | Vòng đấu loại trực tiếp |
| 3  | Niger             | 3  | 1 | 0 | 2 | 1  | 6  | −5 | 3 | Vòng đấu loại trực tiếp |
| 4  | CHDCND Triều Tiên | 3  | 0 | 0 | 3 | 0  | 5  | −5 | 0 |                         |

| Brasil                         | 2–1      | Tây Ban Nha        |
| ------------------------------ | -------- | ------------------ |
| - Lincoln 25' - Paulinho 45+1' | Chi tiết | - Wesley 5' (l.n.) |

| CHDCND Triều Tiên | 0–1      | Niger              |
| ----------------- | -------- | ------------------ |
|                   | Chi tiết | - Abdourahmane 59' |

| Tây Ban Nha                                    | 4–0      | Niger |
| ---------------------------------------------- | -------- | ----- |
| - Abel Ruiz 21', 41' - César 45+1' - Gómez 82' | Chi tiết |       |

| CHDCND Triều Tiên | 0–2      | Brasil                       |
| ----------------- | -------- | ---------------------------- |
|                   | Chi tiết | - Lincoln 56' - Paulinho 61' |

| Tây Ban Nha           | 2–0      | CHDCND Triều Tiên |
| --------------------- | -------- | ----------------- |
| - Moha 4' - César 71' | Chi tiết |                   |

| Niger | 0–2      | Brasil                     |
| ----- | -------- | -------------------------- |
|       | Chi tiết | - Lincoln 4' - Brenner 34' |

### Bảng E
| VT | Đội                | ST | T | H | B | BT | BB | HS  | Đ | Giành quyền tham dự     |
| -- | ------------------ | -- | - | - | - | -- | -- | --- | - | ----------------------- |
| 1  | Pháp               | 3  | 3 | 0 | 0 | 14 | 3  | +11 | 9 | Vòng đấu loại trực tiếp |
| 2  | Nhật Bản           | 3  | 1 | 1 | 1 | 8  | 4  | +4  | 4 | Vòng đấu loại trực tiếp |
| 3  | Honduras           | 3  | 1 | 0 | 2 | 7  | 11 | −4  | 3 | Vòng đấu loại trực tiếp |
| 4  | Nouvelle-Calédonie | 3  | 0 | 1 | 2 | 2  | 13 | −11 | 1 |                         |

| Nouvelle-Calédonie | 1–7      | Pháp                                                                                             |
| ------------------ | -------- | ------------------------------------------------------------------------------------------------ |
| - Wadenges 90'     | Chi tiết | - Iwa 5' (l.n.) - Gouiri 19', 33' - Gomes 30' - Caqueret 40' - Wanesse 43' (l.n.) - Isidor 90+1' |

| Honduras       | 1–6      | Nhật Bản                                                         |
| -------------- | -------- | ---------------------------------------------------------------- |
| - Palacios 36' | Chi tiết | - Nakamura 22', 30', 43' - Kubo 45' - Miyashiro 51' - Suzuki 90' |

| Pháp              | 2–1      | Nhật Bản                |
| ----------------- | -------- | ----------------------- |
| - Gouiri 13', 71' | Chi tiết | - Miyashiro 73' (ph.đ.) |

| Honduras                                           | 5–0      | Nouvelle-Calédonie |
| -------------------------------------------------- | -------- | ------------------ |
| - Mejía 25', 42' - Canales 27' - Palacios 51', 88' | Chi tiết |                    |

| Pháp                                                    | 5–1      | Honduras    |
| ------------------------------------------------------- | -------- | ----------- |
| - Isidor 14' - Flips 23', 64' - Gouiri 86' - Adli 90+6' | Chi tiết | - Mejía 10' |

| Nhật Bản      | 1–1      | Nouvelle-Calédonie |
| ------------- | -------- | ------------------ |
| - Nakamura 7' | Chi tiết | - Jeno 83'         |

### Bảng F
| VT | Đội    | ST | T | H | B | BT | BB | HS | Đ | Giành quyền tham dự     |
| -- | ------ | -- | - | - | - | -- | -- | -- | - | ----------------------- |
| 1  | Anh    | 3  | 3 | 0 | 0 | 11 | 2  | +9 | 9 | Vòng đấu loại trực tiếp |
| 2  | Iraq   | 3  | 1 | 1 | 1 | 4  | 5  | −1 | 4 | Vòng đấu loại trực tiếp |
| 3  | México | 3  | 0 | 2 | 1 | 3  | 4  | −1 | 2 | Vòng đấu loại trực tiếp |
| 4  | Chile  | 3  | 0 | 1 | 2 | 0  | 7  | −7 | 1 |                         |

| Chile | 0–4      | Anh                                            |
| ----- | -------- | ---------------------------------------------- |
|       | Chi tiết | - Hudson-Odoi 5' - Sancho 51', 60' - Gomes 81' |

| Iraq         | 1–1      | México           |
| ------------ | -------- | ---------------- |
| - Dawood 16' | Chi tiết | - De la Rosa 51' |

| Anh                                             | 3–2      | México            |
| ----------------------------------------------- | -------- | ----------------- |
| - Brewster 39' - Foden 48' - Sancho 55' (ph.đ.) | Chi tiết | - Lainez 65', 72' |

| Iraq                                      | 3–0      | Chile |
| ----------------------------------------- | -------- | ----- |
| - Dawood 6', 68' - D. Valencia 81' (l.n.) | Chi tiết |       |

| Anh                                            | 4–0      | Iraq |
| ---------------------------------------------- | -------- | ---- |
| - Gomes 11' - Smith-Rowe 57' - Loader 59', 71' | Chi tiết |      |

| México | 0–0      | Chile |
| ------ | -------- | ----- |
|        | Chi tiết |       |

### Xếp hạng các đội xếp thứ ba
Bốn đội tốt nhất trong số đội được xếp hạng ba được xác định như sau (quy định điều 17.7):
1. điểm thu được trong tất cả các trận đấu bảng;
2. hiệu số bàn thắng trong tất cả các trận đấu bảng;
3. số bàn thắng ghi được trong tất cả các trận đấu bảng;
4. điểm giải phong cách;
5. bốc thăm bởi Ban tổ chức FIFA.

| VT | Bg | Đội         | ST | T | H | B | BT | BB | HS | Đ | Giành quyền tham dự     |
| -- | -- | ----------- | -- | - | - | - | -- | -- | -- | - | ----------------------- |
| 1  | A  | Hoa Kỳ      | 3  | 2 | 0 | 1 | 5  | 3  | +2 | 6 | Vòng đấu loại trực tiếp |
| 2  | E  | Honduras    | 3  | 1 | 0 | 2 | 7  | 11 | −4 | 3 | Vòng đấu loại trực tiếp |
| 3  | D  | Niger       | 3  | 1 | 0 | 2 | 1  | 6  | −5 | 3 | Vòng đấu loại trực tiếp |
| 4  | F  | México      | 3  | 0 | 2 | 1 | 3  | 4  | −1 | 2 | Vòng đấu loại trực tiếp |
| 5  | B  | New Zealand | 3  | 0 | 1 | 2 | 4  | 8  | −4 | 1 |                         |
| 6  | C  | Guinée      | 3  | 0 | 1 | 2 | 4  | 8  | −4 | 1 |                         |

1. 1 2  Xếp hạng theo điểm kỷ luật (New Zealand: 6 điểm; Guinée: 9 điểm).

Sự kết hợp của các trận đấu ở vòng 16 đội
Các trận đấu cụ thể liên quan đến các đội xếp thứ ba phụ thuộc vào bốn đội xếp thứ ba có đủ điều kiện cho vòng 16 đội:
| Các đội xếp thứ ba đủ điều kiện từ các bảng | Các đội xếp thứ ba đủ điều kiện từ các bảng | Các đội xếp thứ ba đủ điều kiện từ các bảng | Các đội xếp thứ ba đủ điều kiện từ các bảng | Các đội xếp thứ ba đủ điều kiện từ các bảng | Các đội xếp thứ ba đủ điều kiện từ các bảng |    | 1A vs | 1B vs | 1C vs | 1D vs |
| ------------------------------------------- | ------------------------------------------- | ------------------------------------------- | ------------------------------------------- | ------------------------------------------- | ------------------------------------------- | -- | ----- | ----- | ----- | ----- |
| A                                           | B                                           | C                                           | D                                           |                                             |                                             | 3C | 3D    | 3A    | 3B    |       |
| A                                           | B                                           | C                                           |                                             | E                                           |                                             | 3C | 3A    | 3B    | 3E    |       |
| A                                           | B                                           | C                                           |                                             |                                             | F                                           | 3C | 3A    | 3B    | 3F    |       |
| A                                           | B                                           |                                             | D                                           | E                                           |                                             | 3D | 3A    | 3B    | 3E    |       |
| A                                           | B                                           |                                             | D                                           |                                             | F                                           | 3D | 3A    | 3B    | 3F    |       |
| A                                           | B                                           |                                             |                                             | E                                           | F                                           | 3E | 3A    | 3B    | 3F    |       |
| A                                           |                                             | C                                           | D                                           | E                                           |                                             | 3C | 3D    | 3A    | 3E    |       |
| A                                           |                                             | C                                           | D                                           |                                             | F                                           | 3C | 3D    | 3A    | 3F    |       |
| A                                           |                                             | C                                           |                                             | E                                           | F                                           | 3C | 3A    | 3F    | 3E    |       |
| A                                           |                                             |                                             | D                                           | E                                           | F                                           | 3D | 3A    | 3F    | 3E    |       |
|                                             | B                                           | C                                           | D                                           | E                                           |                                             | 3C | 3D    | 3B    | 3E    |       |
|                                             | B                                           | C                                           | D                                           |                                             | F                                           | 3C | 3D    | 3B    | 3F    |       |
|                                             | B                                           | C                                           |                                             | E                                           | F                                           | 3E | 3C    | 3B    | 3F    |       |
|                                             | B                                           |                                             | D                                           | E                                           | F                                           | 3E | 3D    | 3B    | 3F    |       |
|                                             |                                             | C                                           | D                                           | E                                           | F                                           | 3C | 3D    | 3F    | 3E    |       |

## Vòng đấu loại trực tiếp
Trong vòng đấu loại trực tiếp, nếu trận đấu kết thúc ở thời gian đang thi đấu bình thường, không có hiệp phụ sẽ được thi đấu và đội thắng sẽ được xác định bằng loạt sút luân lưu.

### Sơ đồ
|  | Round of 16               | Round of 16            |                           |       | Tứ kết        | Tứ kết        |                       |                       | Bán kết | Bán kết |  |  | Chung kết | Chung kết |
|  |                           |                        |                           |       |               |               |                       |                       |         |         |  |  |           |           |
|  | 16 tháng 10 — New Delhi   |                        |                           |       |               |               |                       |                       |         |         |  |  |           |           |
|  |                           |                        |                           |       |               |               |                       |                       |         |         |  |  |           |           |
|  | Colombia                  | 0                      |                           |       |               |               |                       |                       |         |         |  |  |           |           |
|  | Colombia                  | 0                      | 22 tháng 10 — Kolkata     |       |               |               |                       |                       |         |         |  |  |           |           |
|  | Đức                       | 4                      |                           |       |               |               |                       |                       |         |         |  |  |           |           |
|  | Đức                       | 4                      | Đức                       | 1     |               |               |                       |                       |         |         |  |  |           |           |
|  | 18 tháng 10 — Kochi       |                        | Đức                       | 1     |               |               |                       |                       |         |         |  |  |           |           |
|  |                           | Brasil                 | 2                         |       |               |               |                       |                       |         |         |  |  |           |           |
|  | Brasil                    | Brasil                 | 2                         | 3     |               |               |                       |                       |         |         |  |  |           |           |
|  | Brasil                    |                        | 25 tháng 10 — Kolkata     | 3     |               |               |                       |                       |         |         |  |  |           |           |
|  | Honduras                  | 0                      |                           |       |               |               |                       |                       |         |         |  |  |           |           |
|  | Honduras                  | 0                      | Brasil                    | 1     |               |               |                       |                       |         |         |  |  |           |           |
|  | 16 tháng 10 — New Delhi   |                        | Brasil                    | 1     |               |               |                       |                       |         |         |  |  |           |           |
|  |                           | Anh                    | 3                         |       |               |               |                       |                       |         |         |  |  |           |           |
|  | Paraguay                  | Anh                    | 3                         | 0     |               |               |                       |                       |         |         |  |  |           |           |
|  | Paraguay                  | 21 tháng 10 — Margao   |                           | 0     |               |               |                       |                       |         |         |  |  |           |           |
|  | Hoa Kỳ                    | 5                      |                           |       |               |               |                       |                       |         |         |  |  |           |           |
|  | Hoa Kỳ                    | 5                      | Hoa Kỳ                    | 1     |               |               |                       |                       |         |         |  |  |           |           |
|  | 17 tháng 10 — Kolkata     |                        | Hoa Kỳ                    | 1     |               |               |                       |                       |         |         |  |  |           |           |
|  |                           | Anh                    | 4                         |       |               |               |                       |                       |         |         |  |  |           |           |
|  | Anh (ph.đ.)               | Anh                    | 4                         | 0 (5) |               |               |                       |                       |         |         |  |  |           |           |
|  | Anh (ph.đ.)               |                        | 28 tháng 10 — Kolkata     | 0 (5) |               |               |                       |                       |         |         |  |  |           |           |
|  | Nhật Bản                  | 0 (3)                  |                           |       |               |               |                       |                       |         |         |  |  |           |           |
|  | Nhật Bản                  | 0 (3)                  | Anh                       | 5     |               |               |                       |                       |         |         |  |  |           |           |
|  | 17 tháng 10 — Margao      |                        | Anh                       | 5     |               |               |                       |                       |         |         |  |  |           |           |
|  |                           | Tây Ban Nha            | 2                         |       |               |               |                       |                       |         |         |  |  |           |           |
|  | Mali                      | Tây Ban Nha            | 2                         | 5     |               |               |                       |                       |         |         |  |  |           |           |
|  | Mali                      | 21 tháng 10 — Guwahati |                           | 5     |               |               |                       |                       |         |         |  |  |           |           |
|  | Iraq                      | 1                      |                           |       |               |               |                       |                       |         |         |  |  |           |           |
|  | Iraq                      | 1                      | Mali                      | 2     |               |               |                       |                       |         |         |  |  |           |           |
|  | 18 tháng 10 — Navi Mumbai |                        | Mali                      | 2     |               |               |                       |                       |         |         |  |  |           |           |
|  |                           | Ghana                  | 1                         |       |               |               |                       |                       |         |         |  |  |           |           |
|  | Ghana                     | Ghana                  | 1                         | 2     |               |               |                       |                       |         |         |  |  |           |           |
|  | Ghana                     |                        | 25 tháng 10 — Navi Mumbai | 2     |               |               |                       |                       |         |         |  |  |           |           |
|  | Niger                     | 0                      |                           |       |               |               |                       |                       |         |         |  |  |           |           |
|  | Niger                     | 0                      | Mali                      | 1     |               |               |                       |                       |         |         |  |  |           |           |
|  | 17 tháng 10 — Guwahati    |                        | Mali                      | 1     |               |               |                       |                       |         |         |  |  |           |           |
|  |                           | Tây Ban Nha            | 3                         |       | Tranh hạng ba | Tranh hạng ba |                       |                       |         |         |  |  |           |           |
|  | Pháp                      | Tây Ban Nha            | 3                         | 1     | Tranh hạng ba | Tranh hạng ba |                       |                       |         |         |  |  |           |           |
|  | Pháp                      | 22 tháng 10 — Kochi    | 22 tháng 10 — Kochi       | 1     |               |               | 28 tháng 10 — Kolkata | 28 tháng 10 — Kolkata |         |         |  |  |           |           |
|  | Tây Ban Nha               | 22 tháng 10 — Kochi    | 22 tháng 10 — Kochi       | 2     |               |               | 28 tháng 10 — Kolkata | 28 tháng 10 — Kolkata |         |         |  |  |           |           |
|  | Tây Ban Nha               | Tây Ban Nha            | 3                         | 2     | Brasil        | 2             |                       |                       |         |         |  |  |           |           |
|  | 17 tháng 10 — Margao      | Tây Ban Nha            | 3                         |       | Brasil        | 2             |                       |                       |         |         |  |  |           |           |
|  |                           | Iran                   | 1                         |       | Mali          | 0             |                       |                       |         |         |  |  |           |           |
|  | Iran                      | Iran                   | 1                         | 2     | Mali          | 0             |                       |                       |         |         |  |  |           |           |
|  | Iran                      |                        |                           | 2     |               |               |                       |                       |         |         |  |  |           |           |
|  | México                    | 1                      |                           |       |               |               |                       |                       |         |         |  |  |           |           |
|  | México                    | 1                      |                           |       |               |               |                       |                       |         |         |  |  |           |           |

### Vòng 16 đội
| Colombia | 0–4      | Đức                                      |
| -------- | -------- | ---------------------------------------- |
|          | Chi tiết | - Arp 7', 65' - Bisseck 39' - Yeboah 49' |

| Paraguay | 0–5      | Hoa Kỳ                                            |
| -------- | -------- | ------------------------------------------------- |
|          | Chi tiết | - Weah 19', 53', 77' - Carleton 63' - Sargent 74' |

| Iran                              | 2–1      | México           |
| --------------------------------- | -------- | ---------------- |
| - Sharifi 7' (ph.đ.) - Sayyad 11' | Chi tiết | - De la Rosa 37' |

| Pháp         | 1–2      | Tây Ban Nha                         |
| ------------ | -------- | ----------------------------------- |
| - Pintor 34' | Chi tiết | - Miranda 44' - A. Ruiz 90' (ph.đ.) |

| Anh                                                 | 0–0      | Nhật Bản                               |
| --------------------------------------------------- | -------- | -------------------------------------- |
|                                                     | Chi tiết |                                        |
| Loạt sút luân lưu                                   |          |                                        |
| - Brewster - Hudson-Odoi - Foden - Anderson - Kirby | 5–3      | - Sugawara - Miyashiro - Kida - Kozuki |

| Mali                                                         | 5–1      | Iraq         |
| ------------------------------------------------------------ | -------- | ------------ |
| - Dramé 25' - Ndiaye 33', 90+4' - Konaté 73' - S. Camara 87' | Chi tiết | - Kareem 85' |

| Ghana                             | 2–0      | Niger |
| --------------------------------- | -------- | ----- |
| - Ayiah 45+4' (ph.đ.) - Danso 90' | Chi tiết |       |

| Brasil                                  | 3–0      | Honduras |
| --------------------------------------- | -------- | -------- |
| - Brenner 11', 56' - Marcos Antônio 44' | Chi tiết |          |

### Tứ kết
| Mali                        | 2–1      | Ghana                     |
| --------------------------- | -------- | ------------------------- |
| - Dramé 15' - D. Traoré 61' | Chi tiết | - Mohammed K. 70' (ph.đ.) |

| Hoa Kỳ        | 1–4      | Anh                                                  |
| ------------- | -------- | ---------------------------------------------------- |
| - Sargent 72' | Chi tiết | - Brewster 11', 14', 90+6' (ph.đ.) - Gibbs-White 64' |

| Tây Ban Nha                            | 3–1      | Iran         |
| -------------------------------------- | -------- | ------------ |
| - A. Ruiz 13' - Gómez 60' - Ferrán 67' | Chi tiết | - Karimi 69' |

| Đức               | 1–2      | Brasil                        |
| ----------------- | -------- | ----------------------------- |
| - Arp 21' (ph.đ.) | Chi tiết | - Weverson 71' - Paulinho 77' |

### Bán kết
| Brasil       | 1–3      | Anh                      |
| ------------ | -------- | ------------------------ |
| - Wesley 21' | Chi tiết | - Brewster 10', 39', 77' |

| Mali          | 1–3      | Tây Ban Nha                             |
| ------------- | -------- | --------------------------------------- |
| - N'Diaye 74' | Chi tiết | - A. Ruiz 19' (ph.đ.), 43' - Ferrán 71' |

### Tranh hạng ba
| Brasil                        | 2–0      | Mali |
| ----------------------------- | -------- | ---- |
| - Alan 55' - Yuri Alberto 88' | Chi tiết |      |

### Chung kết
| Anh                                                           | 5–2      | Tây Ban Nha         |
| ------------------------------------------------------------- | -------- | ------------------- |
| - Brewster 44' - Gibbs-White 58' - Foden 69', 88' - Guehi 84' | Chi tiết | - S. Gómez 10', 31' |

## Các giải thưởng
Dưới đây là các giải thưởng đã được trao sau khi kết thúc của giải đấu.
| Quả bóng vàng               | Quả bóng bạc    | Quả bóng đồng   |
| --------------------------- | --------------- | --------------- |
| Phil Foden                  | Sergio Gomez    | Rhian Brewster  |
| Chiếc giày vàng             | Chiếc giày bạc  | Chiếc giày đồng |
| Rhian Brewster              | Lassana N'Diaye | Abel Ruiz       |
| 8 bàn                       | 6 bàn           | 6 bàn           |
| Găng tay vàng               |                 |                 |
| Gabriel Brazão              |                 |                 |
| Giải thưởng Giải Phong cách |                 |                 |
| Brasil                      |                 |                 |

## Bảng xếp hạng chung cuộc
| Hạng                  | Đội tuyển          | St | T | H | B | BT | BB | HS  | Đ  |
| --------------------- | ------------------ | -- | - | - | - | -- | -- | --- | -- |
| 1                     | Anh                | 7  | 6 | 1 | 0 | 23 | 6  | +17 | 19 |
| 2                     | Tây Ban Nha        | 7  | 5 | 0 | 2 | 17 | 10 | +7  | 15 |
| 3                     | Brasil             | 7  | 6 | 0 | 1 | 14 | 5  | +9  | 18 |
| 4                     | Mali               | 7  | 4 | 0 | 2 | 16 | 11 | +5  | 12 |
| Bị loại ở tứ kết      |                    |    |   |   |   |    |    |     |    |
| 5                     | Iran               | 5  | 4 | 0 | 1 | 13 | 5  | +8  | 12 |
| 6                     | Ghana              | 5  | 3 | 0 | 2 | 8  | 3  | +5  | 9  |
| 7                     | Hoa Kỳ             | 5  | 3 | 0 | 2 | 11 | 7  | +4  | 9  |
| 8                     | Đức                | 5  | 3 | 0 | 2 | 10 | 8  | +2  | 9  |
| Bị loại ở vòng 16 đội |                    |    |   |   |   |    |    |     |    |
| 9                     | Pháp               | 4  | 3 | 0 | 1 | 15 | 5  | +10 | 9  |
| 10                    | Paraguay           | 4  | 3 | 0 | 1 | 10 | 10 | 0   | 9  |
| 11                    | Colombia           | 4  | 2 | 0 | 2 | 5  | 7  | −2  | 6  |
| 12                    | Nhật Bản           | 4  | 1 | 2 | 1 | 8  | 4  | +4  | 5  |
| 13                    | Iraq               | 4  | 1 | 1 | 2 | 5  | 10 | −5  | 4  |
| 14                    | Honduras           | 4  | 1 | 0 | 3 | 7  | 14 | −7  | 3  |
| 15                    | Niger              | 4  | 1 | 0 | 3 | 1  | 8  | −7  | 3  |
| 16                    | México             | 4  | 0 | 2 | 2 | 4  | 6  | −2  | 2  |
| Bị loại ở vòng bảng   |                    |    |   |   |   |    |    |     |    |
| 17                    | Guinée             | 3  | 0 | 1 | 2 | 4  | 8  | −4  | 1  |
| 17                    | New Zealand        | 3  | 0 | 1 | 2 | 4  | 8  | −4  | 1  |
| 19                    | Costa Rica         | 3  | 0 | 1 | 2 | 3  | 7  | −4  | 1  |
| 20                    | Thổ Nhĩ Kỳ         | 3  | 0 | 1 | 2 | 2  | 7  | −5  | 1  |
| 21                    | Chile              | 3  | 0 | 1 | 2 | 0  | 7  | −7  | 1  |
| 22                    | Nouvelle-Calédonie | 3  | 0 | 1 | 2 | 2  | 13 | −11 | 1  |
| 23                    | CHDCND Triều Tiên  | 3  | 0 | 0 | 3 | 0  | 5  | −5  | 0  |
| 24                    | Ấn Độ              | 3  | 0 | 0 | 3 | 1  | 9  | −8  | 0  |

## Cầu thủ ghi bàn
8 bàn
- Rhian Brewster

6 bàn
- Lassana Ndiaye
- Abel Ruiz

5 bàn
- Amine Gouiri
- Jann-Fiete Arp

4 bàn
- Keito Nakamura
- Sergio Gómez Martín

3 bàn
- Brenner
- Lincoln
- Paulinho
- Juan Peñaloza
- Phil Foden
- Jadon Sancho
- Eric Ayiah
- Carlos Adonys Mejía
- Patrick Palacios
- Allahyar Sayyad
- Mohammed Dawood Yaseen
- Hadji Dramé
- Djemoussa Traoré
- Josh Sargent
- Timothy Weah

2 bàn
- Andrés Gómez
- Morgan Gibbs-White
- Angel Gomes
- Danny Loader
- Alexis Flips
- Wilson Isidor
- Richard Danso
- Ibrahima Soumah
- Fandje Touré
- Younes Delfi
- Saeid Karimi
- Mohammad Sharifi
- Taishei Miyashiro
- Fode Konaté
- Diego Lainez
- Roberto de la Rosa
- Antonio Galeano
- Alan Francisco Rodríguez
- Aníbal Vega
- César Gelabert
- Ferrán Torres
- Andrew Carleton

1 bàn
- Alan Souza
- Yuri Alberto
- Marcos Antônio
- Wesley
- Weverson
- Déiber Caicedo
- Juan Vidal
- Yecxy Jarquin
- Callum Hudson-Odoi
- Emile Smith-Rowe
- Marc Guehi
- Yacine Adli
- Claudio Gomes
- Maxence Caqueret
- Lenny Pintor
- Noah Awuku
- Yann Aurel Bisseck
- Sahverdi Cetin
- Nicolas Kühn
- John Yeboah
- Sadiq Ibrahim
- Mohammed Kudus
- Emmanuel Toku
- Joshua Canales
- Jeakson Singh Thounaojam
- Mohammad Ghobeishavi
- Vahid Namdari
- Mohammad Sardari
- Taha Shariati
- Ali Kareem
- Takefusa Kubo
- Tochi Suzuki
- Seme Camara
- Salam Giddou
- Cameron Wadenges
- Jekob Jeno
- Max Mata
- Charles Spragg
- Salim Abdourahmane
- Blas Armoa
- Giovanni Bogado
- Fernando David Cardozo
- Leonardo Sánchez Cohener
- Juan Miranda
- Mohamed Moukhliss
- Keren Kesgin
- Ahmed Kutucu
- George Acosta
- Ayo Akinola
- Chris Durkin

1 bàn phản lưới nhà
- Wesley (trong trận gặp Tây Ban Nha)
- Diego Valencia (trong trận gặp Iraq)
- Bernard Iwa (trong trận gặp Pháp)
- Kiam Wanesse (trong trận gặp Pháp)

2 bàn phản lưới nhà
- Alexis Duarte (trong trận gặp New Zealand)

## Bản quyền phát sóng
FIFA đã phát hành giấy phép phương tiện bản quyền cho Giải vô địch bóng đá U-17 thế giới vào ngày 21 tháng 9 năm 2017. Tại Ấn Độ, nhà phát sóng chính thức là Sony TEN và Sony ESPN. Tại Hoa Kỳ, giải đấu đang được phát sóng trên Fox Sports 2 trong khi Anh Quốc có giải đấu phát sóng trên Eurosport.